# Manuel Jacinto García Tallada
Manuel Jacinto García Tallada (n. en Lincoln el 22 de septiembre de 1924 - f. 20 de septiembre de 2021) fue un militar condenado por delitos de lesa humanidad cometidos durante el llamado Proceso de Reorganización Nacional.

## Biografía
Manuel García Tallada nació el 22 de septiembre de 1924 en Lincoln, provincia de Buenos Aires, hijo de Manuel García Fernández y de Luisa Tallada, que también tuvo dos hijas más llamadas Mónica y Susana.
El biografiado contrajo nupcias con Susana Buonanotte y tuvieron un hijo, Mariano, fallecido el 14 de enero de 2019.

## Trayectoria
Ascendió a contraalmirante en diciembre de 1973 y fue titular de la Prefectura Naval Argentina desde el 23 de enero de 1975, sucediendo al contraalmirante Luis María Mendía. Ejerció el comando hasta el 19 de abril de 1976.
Entre julio y diciembre de 1977, fue jefe de Operaciones del Estado Mayor General de la Armada.
Ocupó el cargo de jefe del Estado Mayor del Comando de Operaciones Navales durante la dictadura y fue miembro del Grupo de Tareas 3.3.2.
En 2007 le fue ratificado su procesamiento y su prisión preventiva por la Cámara Federal por haber extorsionado a la madre de un detenido en la ESMA.
El 26 de octubre de 2011, luego de un juicio oral, fue sentenciado a 25 años de prisión por el Tribunal Oral en lo Criminal Federal Nº 5 en el juicio por delitos de lesa humanidad cometidos en la Escuela Superior de Mecánica de la Armada (ESMA), durante la última dictadura militar argentina.
Los jueces actuantes fueron Germán Castelli, Ricardo Farías y Daniel Obligado. El juicio oral duró dos años. En el mismo se presentaron 160 testigos, entre ellos 79 ex detenidos desaparecidos de la ESMA.

Fue considerado autor mediato del delito de privación ilegítima de la libertad, agravado por su carácter de funcionario público y el haber sido cometido con violencia, contra 24 personas, 11 de ellas durante más de un mes. También se lo encontró responsable torturas impuestas a los detenidos, agravado por la condición y de perseguidos políticos de las víctimas.
El 23 de abril de 2014 la Cámara Federal de Casación Penal le confirmó la pena a prisión perpetua por los crímenes de lesa humanidad cometidos en la Escuela de Mecánica de la Armada durante la dictadura militar de la década del '70. Se encontraba detenido bajo el régimen de prisión domiciliaria.

Murió el 20 de septiembre de 2021.